# コリンティアコス湾
コリンティアコス湾（コリンティアコスわん、コリンティアコス・コルポス、ギリシア語: Κορινθιακός κόλπος / Korinthiakós Kólpos）は、ギリシャ中央部にある湾。イオニア海がギリシャ半島（バルカン半島南部）に深く湾入したもので、ギリシャ本土（ステレア・エラダ）とペロポネソス半島を隔てている。
コリントス湾（コリント湾、英: Gulf of Corinth）やコリンティア湾（英: Corinthian Gulf）などの名称でも呼ばれる。

## 名称
コリンティアコス湾（コリンティアコス・コルポス、コリントス湾）の名は、最奥部の都市コリントス（コリント）に由来する。
湾口部の都市ナフパクトスのヴェネツィア語名によるレパント（伊: Lepanto）から、レパント湾（英: Gulf of Lepanto）とも呼ばれる。

## 地理
「コリンティアコス湾」が指し示す範囲は諸説ある。イオニア海の湾入部のうち、リオ海峡の手前（西）をパトラ湾と呼び、リオ海峡より奥（東）のみをコリンティアコス湾とすることもある。
東西の長さは 130 km、幅は最も広い場所で 32 kmある。この湾はエーゲ海プレートとユーラシアプレートの境界（発散型境界）にあたり、周辺では地震も活発である。
リオ海峡にはリオ＝アンディリオ橋が架けられ、本土とペロポネソスを道路で結んでいる。
湾の最奥部（東南部）にコリントス地峡があり、コリントス運河によってサロニコス湾（エーゲ海）と結ばれている。